# Saint-Romans-lès-Melle
Saint-Romans-lès-Melle è un comune francese di 703 abitanti situato nel dipartimento delle Deux-Sèvres nella regione della Nuova Aquitania.

## Società

### Evoluzione demografica
Abitanti censiti